# Домбровская, Хелена
Хелена Домбровская (пол. Helena Dąbrowska; 26 июня 1923, Бялобжеги, Польша — 31 мая 2003, Варшава, Польша) — польская актриса театра и кино. Окончила Государственную высшую театральную школу в Варшаве и дебютировала в театре в 1949 году. Работала в театрах во Вроцлаве и Варшаве.

## Избранная фильмография
- 1953 — Трудная любовь / Trudna miłość
- 1956 — Три женщины / Trzy kobiety
- 1957 — Настоящий конец большой войны / Prawdziwy koniec wielkiej wojny
- 1959 — Загадочный пассажир / Pociąg
- 1960 — Муж своей жены / Mąż swojej żony
- 1960 — Косоглазое счастье / Zezowate szczęście
- 1962 — Голос с того света / Głos z tamtego świata
- 1963 — Чёрные крылья / Czarne skrzydła
- 1963 — Разводов не будет / Rozwodów nie będzie
- 1964 — Встреча со шпионом / Spotkanie ze szpiegiem
- 1964 — Прерванный полёт / Przerwany lot
- 1968 — Дансинг в ставке Гитлера / Dancing w kwaterze Hitlera
- 1970 — Колумбы / Kolumbowie (телесериал)
- 1971 — Все в спешке / Gonitwa
- 1972 — Стеклянный шар / Szklana kula
- 1978 — Кошки это сволочи / Koty to dranie
- 1979 — Вишни / Wiśnie / Die Weichselkirschen (Польша / ФРГ)